# Floryda Zachodnia
Floryda Zachodnia – region historyczny nad Zatoką Meksykańską, rozciągający się przez terytoria obecnych stanów Luizjana, Missisipi i Alabama.

## Historia
Od 1682 terytorium podzielone pomiędzy Francję a Hiszpanię. Od 1763 posiadłość Wielkiej Brytanii, która w 1783 zwróciła ją Hiszpanii.
W 1810 brytyjscy osadnicy ogłosili powstanie Wolnej i Niepodległej Republiki Zachodniej Florydy, na czele której stanął Fulwar Skipwith. 27 października 1810 r. prezydent Stanów Zjednoczonych James Madison ogłosił aneksję Florydy Zachodniej. Brytyjscy mieszkańcy republiki nie uznali połączenia ze Stanami Zjednoczonymi, wobec czego do republiki wkroczyły wojska amerykańskie. W 1812 zajęły one także zachodnią część hiszpańskiej Florydy Wschodniej. Po odkupieniu Florydy od Hiszpanii w 1819, 30 marca 1822 utworzono Terytorium Florydy, jednak w jego skład weszła tylko dawna hiszpańska część Florydy Zachodniej.